# Västrum
Västrum är kyrkbyn i Västrums socken i Västerviks kommun i Kalmar län. Orten ligger vid innersta viken av Grönvållsfjorden.
I byn återfinns Västrums kyrka.